# Beijing International Challenger 2010
Beijing International Challenger 2010 — дебютный розыгрыш ежегодного профессионального международного теннисного турнир, проводимый ITF в рамках своего женского тура и ATP в рамках своего тура Challenger в столице Китая — Пекине.
Соревнования прошли со 2 по 8 августа.

## Соревнования

### Мужчины. Одиночный турнир
Франко Шкугор обыграл  Лорана Рекудерка со счётом 4-6, 6-4, 6-3

### Женщины. Одиночный турнир
Дзюнри Намигата обыграла  Чжан Шуай со счётом 7-6(3), 6-3.

### Мужчины. Парный турнир
Пьер-Дюдовик Дюкло /  Артём Ситак обыграли  Садика Кадира /  Раджу Пурава со счётом 7-6(4), 7-6(5)

### Женщины. Парный турнир
Сунь Шэннань /  Чжан Шуай обыграли  Цзи Чуньмэй /  Лю Ваньтин со счётом 4-6, 6-2, [10-5].